# پامچال پوآسون
پامچال پوآسون (نام علمی: Primula poissonii) نام یک گونه از سرده پامچال است.